# Arpanet
Advanced Research Projects Agency Network (ARPANET; svensk förkortning Arpanet) var världens första fungerande paketväxlande nätverk och en föregångare till dagens globala internet. Det utvecklades av det amerikanska försvarets utvecklingsavdelning Darpa under kalla kriget och stod klart i slutet av 1969. 1971 skickades det första e-postmeddelandet via Arpanet mellan två datorer stående sida vid sida. Bara två år senare bestod 75% av Arpanet-trafiken av e-post.

## Arpanets start

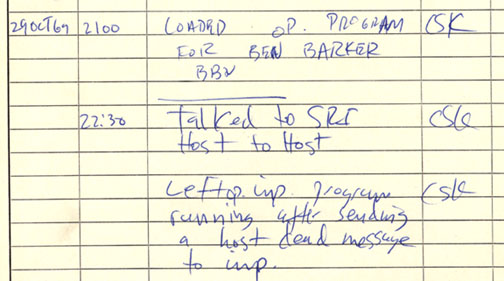
Logg av det första meddelande som skickades på Arpanet 29 oktober 1969.

Arpanet planerades på 1960-talet på initiativ av USA:s försvarsdepartement, för att utveckla en säker decentraliserad datapaketteknik. Det fick sitt namn från sin finansiär, Defense Advanced Research Projects Agency (Darpa).
I september 1969 länkades Arpanets första dator med Arpanets IMP-noddator vid University of California, Los Angeles (UCLA). Doug Engelbarts dator för hypertextprojektet vid Stanford Research Institute (SRI) följde snart efter. Mot slutet av året var också datorerna vid University of California, Santa Barbara (UCSB) och Utahs universitet sammankopplade i nätet. Totalt fyra datorer som alla använde olika operativsystem och de kunde samtala inbördes med varandra.

## Arpanets utbyggnad
I mars 1970 kopplades en dator på BBN Technologies i Cambridge, Massachusetts upp mot nätet. Nätet växte i USA och 1973 var totalt 40 datorer uppkopplade.
Den första dator som kopplades upp utanför USA var en dator på Norsar i Norge som via Tanum Teleport i Tanums kommun anslöts via satellitlänk 15 juni 1973. 
På 1970-talet växte ARPANET så att det överallt i USA förenade forskningsanstalter och laboratorier, vilka understöddes av USA:s försvarsdepartement. Flera av dem var universitetslaboratorier som undersökte databehandling och datornät och som utvecklade TCP/IP-nätet och dess tillämpningar för Internet. 
1980 blev IP USA:s försvarsdepartement officiella standard. Även Arpanet övergick till att använda det den 1 januari 1983, varmed det blev en central del av internet. Samtidigt differentierades Arpanet-förbindelserna i datorer som hörde till försvarsministeriet till ett eget MILNET-nätverk.

### Svenska systemet TIDAS byggs in i Arpanet
För att minska risken för störningar i Sveriges kraftnät gav Vattenfall under 1960-talet ASEA i uppdrag att skapa ett datorbaserat övervakningssystem istället för att kommunikation ska gå via telefon. Systemet som utvecklades täckte hela landet och kallades TIDAS – totalintegrerat datasystem. Torsten Cegrell på ASEA inspirerades av paketförmedlingen i Arpanet, men TIDAS innehöll fler datorer och routingmekanismen som Arpanet använde sig av hade för hög felprocent för att kunna användas. År 1972 fann Cegrell, som numera är professor emeritus i industriella informations- och styrsystem på KTH, en lösning på problemet då de införde ett för tiden nytt begrepp, split horizon, och byggde en robust och stabil routingmekanism. Asea sökte patent, men beviljades inte och istället publicerades resultatet och Arpanet informerades. Tekniken som då var fri att använda införlivades så småningom i Arpanet och blev därmed en del av internet. Torsten Cegrell har själv kallat TIDAS för "världens första kommersiella internetliknande datakommunikationssystem". Det sattes i drift 1975, och kallas idag för Driftdatanätet och ägs av Svenska Kraftnät. Systemet bygger fortfarande på samma principer och programvara som när det startades.

## Nedstängning
1986 byggde National Science Foundation Network (NSFNET) ett eget stamnät vid sidan om Arpanet och slutligen år 1990 då alla övergått till att använda nyare och snabbare Internet-stamnätverk, stängdes ursprungliga Arpanet med nätnumret 10.0.0.0 ned. 

## Nätapplikationer
- Det första e-mailet sändes 1971.[6]
- Den första filen sändes 1973 sedan protokollet FTP skapats.